# Akiko Santō
Pour les articles homonymes, voir Santo.
Akiko Santō (山東 昭子, Santō Akiko), née le 11 mai 1942 à Tokyo, est une actrice et femme politique japonaise, représentant le Parti libéral-démocrate à la Chambre des conseillers du Japon, qu'elle préside de 2019 à 2022. 
Santō commence sa carrière dans le divertissement en tant qu'enfant actrice dès ses treize ans, avant de se diversifier en devenant présentatrice d'émissions sportives ou de divertissement, comédienne de doublage et animatrice de jeux télévisés. En 1974, le Premier ministre Kakuei Tanaka la sollicite directement pour qu'elle rejoigne le PLD, parti au pouvoir. Elle accepte, et fait son entrée à la même année à la Chambre des conseillers. Élue quasiment sans interruption depuis, elle occupe plusieurs postes clés dans l'organigramme de son parti, dans différents gouvernements ou à la Diète du Japon. 
Pionnière de la politique japonaise, elle est notamment la plus jeune personne à être élue à la Diète lors de son élection en 1974, la plus jeune femme ministre à entrer dans un cabinet du Japon, lors de sa nomination au gouvernement Kaifu au poste de directrice de l'Agence des Sciences et Technologies en 1990, ainsi que la première femme à devenir respectivement présidente d'une faction du PLD et vice-présidente de la Chambre des conseillers. Elle détient également le record de longévité parmi tous les conseillers du Japon.

## Jeunesse, études et carrière au cinéma

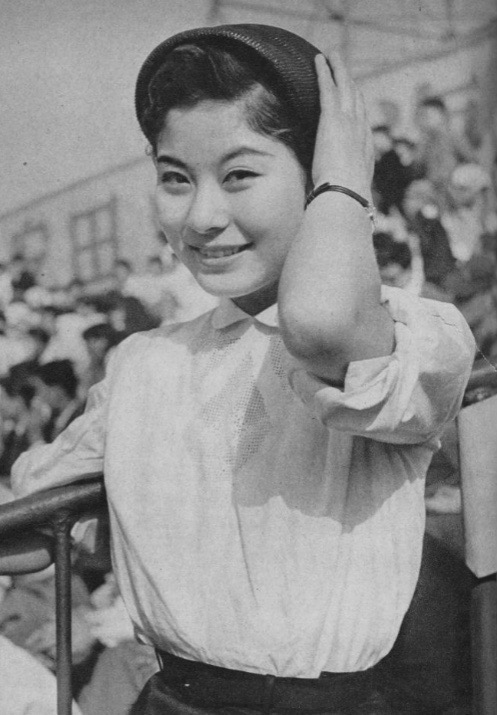
Akiko Santō en 1958, posant pour un magazine de cinéma japonais.

Akiko Santō naît le 11 mai 1942 à Tokyo. À onze ans, elle commence une carrière dans le divertissement en tant qu'animatrice d'une émission destinée au jeune public sur la station TBS Radio (en). Elle commence à treize ans une carrière d'actrice juvénile, dans le film Hatamoto Taikutsuotoko: Nazo no Hebihime-Yashiki (en). Elle continue sa carrière d'actrice pendant et après ses études à l'université Bunka Gakuin et tourne dans plusieurs films et séries, comme Taiyō ni hoero! ou la série de films Moonlight Mask (en). Elle se diversifie également en devenant présentatrice de plusieurs émissions, à la fois sportives, de divertissement, ou politiques.
Lors de sa jeunesse, Santō est également très active dans le domaine du doublage. Elle double notamment la narratrice dans la série animée Akadō Suzunosuke (ja), très populaire à sa sortie au Japon, et l'un des personnages principaux du film La Revanche de King Kong. Santō fait partie des premières comédiennes de doublage du Japon, alors que le développement de la télévision était encore à ses balbutiements. Elle est la doubleuse officielle japonaise de plusieurs actrices, dont Barbara Bain, faisant la voix japonaise du personnage de Cinnamon Carter, ou Angie Dickinson.
C'est également une adepte des jeux télévisés de l'époque et elle participe à de nombreuses émissions de culture générale. Elle remporte notamment cinq éditions d'un tournoi de quizz télévisé populaire dans les années 1970 au Japon, Quiz Time Shock, et remporte le surnom de « Reine des quizz ».
Même après son élection à la Chambre des conseillers, elle continue de tourner dans certains films, comme Rampo (en) en 1994. De plus, elle indique a posteriori que son expérience dans le cinéma, et particulièrement dans le doublage, lui a servi dans le domaine politique, l'aidant à mieux contrôler sa voix, son élocution et la manière dont elle module son ton en fonction de son interlocuteur.

## Carrière électorale

### Entrée en politique
Akiko Santō se lance pour la première fois en politique lors des élections à la Chambre des conseillers du Japon de 1974 (en), à la demande du Premier ministre de l'époque Kakuei Tanaka. En effet, Tanaka a repéré Santō lors d'un débat politique qu'elle animait, et, après avoir appris que cette dernière soutenait ouvertement le PLD, est allé la démarcher personnellement. Une rencontre est alors organisée entre Tanaka et Santō, qui se laisse convaincre, malgré son inexpérience électorale, par le discours de Tanaka sur la nécessité d'avoir plus de femmes parlementaires au sein de la Diète du Japon, un discours qu'elle estime révolutionnaire pour l'époque. Santō est élue à la suite de ses élections et devient ainsi la plus jeune membre de la Chambre des conseillers. Après sa victoire, plusieurs femmes parlementaires sont ajoutées sur les listes des élections à la Chambre des conseillers du Japon de 1977 (en), comme Chikage Ōgi.
Elle occupe pour la première fois en 1978 une position gouvernementale, en tant que vice-ministre parlementaire à l'Environnement dans le gouvernement Ōhira. La même année, elle rejoint plusieurs commissions de la Chambre des conseillers du Japon, notamment celles se concentrant sur les problématiques liées à l'éducation et à la culture.

### Évolution au sein du PLD et pionnière politique

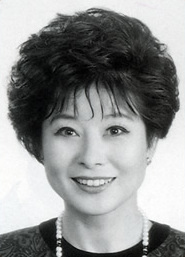
Akiko Santō en 1990, lors de sa nomination au gouvernement Kaifu.

Santō est réélue à son poste à plusieurs reprises, lors des élections à la Chambre des conseillers du Japon de 1980 (en) et celles de 1986 (en).
Santō devient directrice générale de l'Agence pour la science et la technologie en 1990, ancêtre de l'actuel ministère de l'Éducation, des Sciences et de la Technologie, à la suite d'un remaniement dans le gouvernement Kaifu, devenant la sixième femme ministre de l'histoire du Japon.
En 2007, Santō devient la première femme à occuper le poste de vice-présidente de la Chambre des conseillers, poste qu'elle occupe pendant près de trois ans,. En 2010, elle devient la présidente de la Ligue parlementaire d'amitié franco-japonaise à la Chambre des conseillers. Santō est réélue en 2013 à son poste de conseillère, à l'issue des élections à la Chambre des conseillers du Japon de la même année. Elle devient alors la première femme à avoir été élue pour sept mandats à la Chambre des conseillers.
Santō devient en 2015 la première femme à diriger une faction du PLD, incidemment nommée faction Santō, qui fusionnera plus tard avec la faction Asō en 2017,,. À ce poste, elle gagne encore en influence au sein du PLD, et prend la tête de la Ligue parlementaire pour la prévention du tabagisme passif, un comité visant à réduire les risques liés au tabagisme passif en vue des Jeux olympiques de Tokyo de 2020. Elle dépose ainsi plusieurs projets de lois visant à interdire la cigarette dans plusieurs lieux publics, comme les locaux d'établissements scolaires ou les installations sportives, ainsi qu'à séparer de manière complète les zones fumeurs et non fumeurs d'autres lieux, comme les gares. Elle participe également à la création de zones fumeurs en extérieur, isolées des zones regroupant un grand nombre de personnes.
Lors des élections à la Chambre des conseillers du Japon de 2019, Santō est de nouveau candidate à sa réélection, bénéficiant d'une exemption des règles internes instaurées par le PLD, qui stipule qu'un candidat doit avoir moins de 70 ans,. Elle avait déjà bénéficié de cette exception en raison de ses antécédents politiques en 2013, alors qu'elle avait 71 ans. Réélue à son poste à 77 ans, elle entame ainsi son huitième mandat, un record de longévité pour un membre de la Chambre des conseilleurs du Japon,, et prend également la présidence du comité disciplinaire du PLD. La même année, elle reçoit la Légion d'honneur des mains de l'ambassadeur français au Japon Christian Masset. Toujours en 2019, Santō est nommée le 1er août présidente de la Chambre des conseillers, devenant la deuxième femme à présider cette chambre de la Diète, après Chikage Oogi.
Elle occupe ce poste lors de l'assassinat de Shinzō Abe, qui la choque profondément. Elle est aux premières loges lors de la veillée funèbre de ce dernier.
Conformément à la coutume, elle démissionne de son poste de présidente de la Chambre des conseillers au bout de trois ans, en août 2022. Elle continue son rôle de parlementaire après avoir quitté son poste de présidente, représentant le gouvernement japonais lors de plusieurs évènements internationaux. Toujours candidate à sa réélection en 2025, lors des élections de la même année et malgré son âge de 83 ans, Santō n'est pas réélue, à la suite d'une défaite électorale du PLD et d'une chute des votes pour le parti dans la circonscription proportionnelle. Elle quitte alors la Chambre des conseillers, après près de 50 ans de présence à la Diète.

### Rôle dans la vente des îles Senkaku
Akiko Santō a joué un rôle dans la vente de trois des îles Senkaku. Connaissant depuis trente ans la famille Kurihara, les propriétaires des îles jusqu'en 2011, elle apprend la même année, que ces derniers souhaitaient vendre les îles au gouverneur de Tokyo, Shintarō Ishihara, en raison de ses idées nationalistes et conservatrices,. Comme Ishihara, Santō est liée au très influent lobby révisionniste Nippon Kaigi, et souhaite que ces îles soient japonaises.
Du bord politique opposé, le gouvernement et son Premier ministre Yoshihiko Noda offraient auparavant un échange de terres au propriétaire. Comme Ishihara proposait de l'argent, le gouvernement a finalement acheté les trois îles inhabitées pour un prix plus élevé en 2012. Durant toutes ces transactions, Santō agit en tant que médiatrice et intermédiaire entre les différents partis.

## Prises de positions

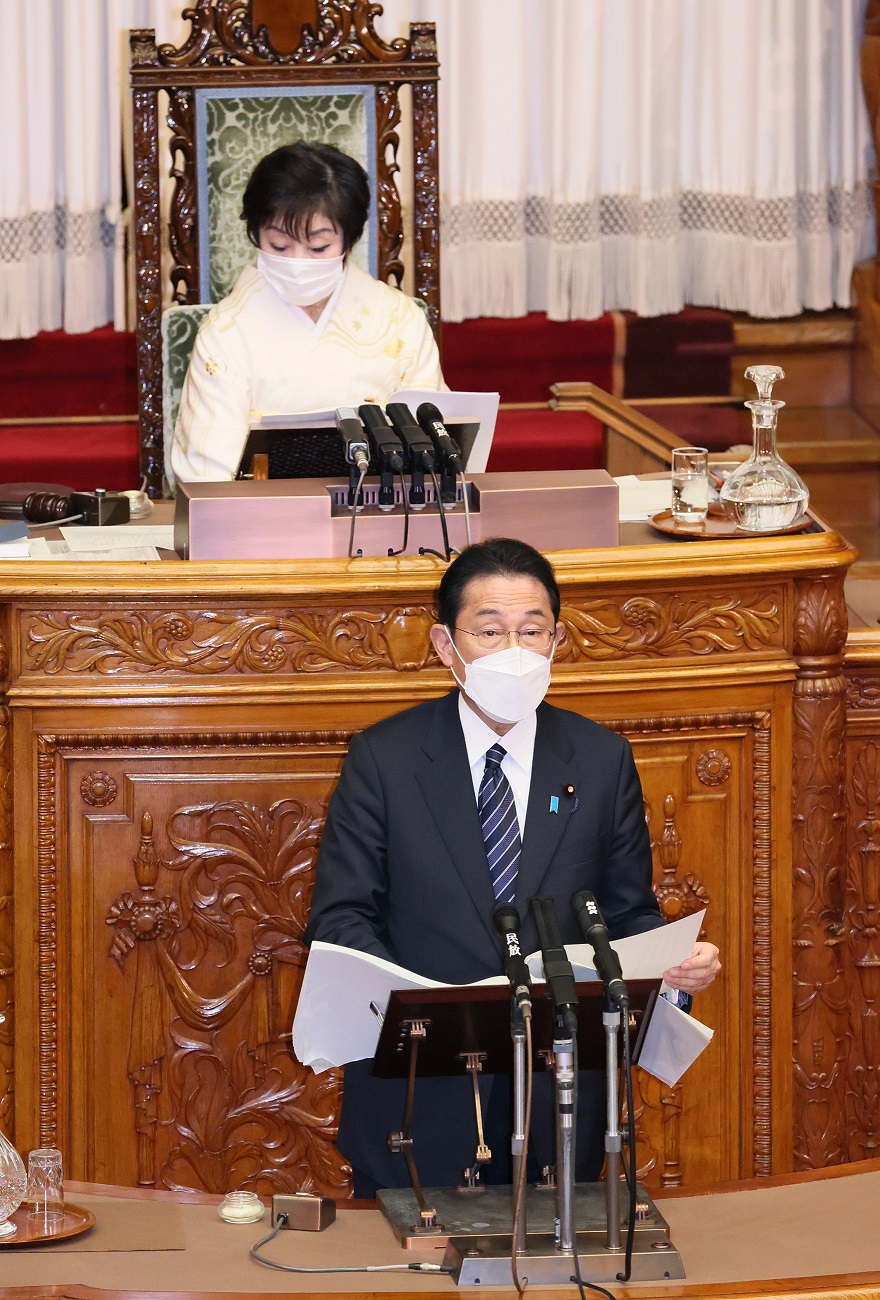
Akiko Santō en 2022, alors qu'elle préside la Chambre des conseillers du Japon, derrière le Premier ministre Fumio Kishida.

Comme la majorité des représentants de son parti, elle fait la promotion des Abenomics, politique économique japonaise promue par le Premier ministre Shinzō Abe, qu'elle soutient. Elle estime également que l'énergie nucléaire est nécessaire à la contribution énergétique japonaise pour le moment. En outre, elle souhaite une révision de la Constitution antimilitariste du Japon.
Considérée comme très conservatrice sur les positions sociétales, Santō est notamment une fervente opposante du mariage homosexuel, ainsi qu'une opposante aux lois visant à punir les discriminations faites aux personnes LGBT,. De plus, elle est activement opposée aux tentatives de changer la loi japonaise qui impose aux conjoints de porter le même nom. Elle est également opposée à l'obtention de la nationalité japonaise des enfants nés de père japonais et d'une mère étrangère, après le divorce de ces derniers si les enfants sont nés à l'étranger. Santō milite également pour le traçage par GPS des criminels sexuels ou violents, pour éviter certaines récidives,.
Contrairement à la pensée majoritaire au sein de son parti, elle annonce néanmoins être favorable à l'accession au trône du Japon d'une femme. De plus, elle se déclare favorable au maintien dans la famille impériale japonaise des femmes, même après leur mariage. Santō est également très engagée dans la sensibilisation concernant les personnes en situation de handicaps, et a visité de nombreux établissement spécialisés durant ses différents mandats. Elle utilise notamment son poste de présidente de la Chambre des conseillers pour alerter sur les difficultés rencontrées au quotidien par ces dernières, et milite pour un Japon plus accessible pour tous.
Santō est également convaincue de la nécessité d'avoir plus de femmes dans la politique japonaise. En effet, c'est sa discussion avec Kakuei Tanaka, alors Premier ministre, et une phrase de ce dernier sur la nécessité d'avoir des femmes prêtes à défendre ce qu'elles estiment juste, qui a poussé Santō à rejoindre la vie politique. Durant ses différents mandats, Santō s'efforce de réduire les différentes barrières et obstacles qui empêchent les femmes d'accéder à de hauts postes politiques, notamment des obstacles financiers, mais également dans la mentalité de certains hommes politiques, qui ne supportent pas de perdre face à des femmes. Elle souhaite également revaloriser les salaires des femmes dans la vie active en général, pour les inciter à rester faire leur vie au Japon, face au nombre de plus en plus important de femmes partant faire leurs études, se marier ou travailler à l'étranger.

## Controverses
Santō crée la polémique en 2007, alors qu'elle est vice-présidente de la Chambre des conseillers, lors d'un voyage qu'elle effectue à Hawaï pour rencontrer son homologue américain Daniel Inouye, d'origine japonaise. En effet, Satsuki Eda, alors président de la Chambre de conseillers, était absent lui aussi, laissant cette chambre sans vice-président ou président. Santō devient ainsi la source de critiques, aussi bien de l'opposition que de son propre parti.
En 2019, elle invite son homologue sud-coréen, Moon Hee-sang (en), à retirer ses propos, après que ce dernier a exigé des excuses publiques de l'empereur de Japon au sujet des femmes de réconfort. Ce dernier ayant refusé, Santō boycotte la visite du président sud coréen Moon Jae-in à Tokyo, lors du G20 de 2019,. De la même manière, elle se déclare circonspecte en 2021, lorsque que le gouvernement sud-coréen exige du gouvernement japonais qu'il verse une compensation aux femmes de réconfort, estimant qu'il est nécessaire pour les deux pays d'aller de l'avant.
En 2023, Santō crée la polémique en insinuant que les personnes de la communauté LGBT « souffrent de déséquilibres mentaux », selon ses termes. Elle se déclare également méfiante au regard de l'acceptation des personnes transgenres dans la société japonaise, et fait partie d'une ligue parlementaire visant à protéger certains espaces, comme les vestiaires ou les toilettes, et à les réserver à ce qu'elle considère être des femmes biologiques.

### Biographie
: document utilisé comme source pour la rédaction de cet article.
- (ja) Collectif, 日本の女優 100人 [« 100 actrices japonaises »], Takarajimasha,‎ 15 février 2017, 127 p. (ISBN 978-4800268891).
- (ja) Yoshifumi Tawara (ja), 日本会議の全貌: 知られざる巨大組織の実態 [« Nippon Kaigi : La réalité d'une organisation géante inconnue »], Kadensha (ja),‎ 2016, 144 p. (ISBN 9784763407818).